# Armando Artola Azcárate
Armando Artola Azcárate (Lima, 1919 - Lima, 1990) fue un militar y político peruano. Fue ministro del interior durante el gobierno de Juan Velasco Alvarado.

## Biografía
Fue hijo de Armando Artola del Pozo, también militar y otrora ministro de Trabajo y Asuntos Indígenas durante el ochenio de Manuel Odría.
Alcanzó el rango de General de división en el Ejército del Perú, y ocupó el cargo de ministro de Gobierno y Policía durante el Gobierno Revolucionario de la Fuerza Armada, cargo que pasó a denominarse ministro del Interior durante su mandato.
También ocupó la jefatura del Servicio de Inteligencia del Ejército (SIE), obteniendo experiencia en la lucha contra la denominada guerra no convencional, y apagando los focos de los primeros movimientos subversivos peruanos del Movimiento de Izquierda Revolucionaria (MIR) y el Ejército de Liberación Nacional (ELN).

## Obra
- ¡Subversión! Historia de las guerrillas en el Perú (1976)[6][5]